# Euphastia ophidera
Euphastia ophidera är en fjärilsart som beskrevs av Paul Dognin. Euphastia ophidera ingår i släktet Euphastia och familjen tandspinnare. Inga underarter finns listade i Catalogue of Life.